# Вознюк Юрій Володимирович
Юрій Володимирович Вознюк (нар. 31 січня 1980 р., м. Луцьк, Волинська область) — український політик, Народний депутат України VII та VIII скликань.

## Біографія
У 1983 році переїхав із батьками у Рівне.
Із 1986 по 1997 рік навчався в рівненській ЗОШ № 1. Займався легкою атлетикою (метання молота), кандидат у майстри спорту.
У 1997 році вступив до Міжнародного економічно-гуманітарного університету ім. С. Дем'янчука. 2002 року здобув вищу освіту за спеціальністю фінанси.
Під час навчання у вузі пішов працювати у ТзОВ фірма «Екорембуд» бухгалтером-економістом. На цьому підприємстві працював на посаді фінансового директора. Підприємство займається будівельно-монтажними роботами на промислових об'єктах. Роботу веде як в Україні, так і за її межами.
Продовжує вчитися — працює над дисертацією «Фінансування інвестиційної діяльності підприємств нафтогазової промисловості», аспірант Київського національного економічного університету ім. В. Гетьмана.

## Політична діяльність
За результатами виборів депутатів до Верховної Ради АРК, обласних, районних, міських, районних у містах, селищних, сільських рад 31 жовтня 2010 року пройшов до Рівненської міської ради у багатомандатному виборчому окрузі за списком політичної партії «Фронт Змін». Очолював комісію з питань економіки, підприємництва та залучення інвестицій, був головою фракції «Фронт змін» у Рівненській міській раді.
На парламентських виборах у 2012 році балотувався по одномандатному виборчому округу № 153 (Рівненський, Гощанський, Корецький, Острозький райони, м. Острог та частина м. Рівного) від Об'єднаної опозиції «Батьківщина». За результатами голосування отримав перемогу набравши 48,32 % голосів виборців.
Голова підкомітету з питань оподаткування доходів юридичних осіб, уніфікації податкового і бухгалтерського обліку Комітету Верховної Ради України з питань податкової та митної політики.
На позачергових парламентських виборах 2014 року Юрій Вознюк здобув перемогу вдруге з результатом 35,66 %, в кількості виборців це становить 35 935 голосів «За». Та був обраний народним депутатом VIII скликаня. Продовжує роботу в комітеті податкової та митної політики, є заступником голови даного комітету.
Був одним з 59 депутатів, що підписали подання, на підставі якого Конституційний суд України скасував статтю Кримінального колексу України про незаконне збагачення, що зобов'язувала держслужбовців давати пояснення про джерела їх доходів і доходів членів їх сімей. Кримінальну відповідальність за незаконне збагачення в Україні запровадили у 2015 році. Це було однією з вимог ЄС на виконання Плану дій з візової лібералізації, а також одним із зобов'язань України перед МВФ, закріпленим меморандумом.

## Родина
Виховує чотирьох дітей: Владислав 2003 р.н., Майя 2005 р.н., Андрій 2009 р.н.
Розлучений.
Заручився з Зоряною Богуславською.
Від 2-го шлюбу має двох дітей;
2016  р.н., Емілія;
2019  р.н., Олександра.